# Jean-Aimé Vernier
Jean-Aimé Vernier (Parigi, 1769 – ...) è stato un compositore e arpista francese.
Come arpista fece parte dell'orchestra del Théâtre national de l'Opéra-Comique nel 1795, per passare poi titolare all'Opéra national de Paris nel 1813. Compose una sola opera lirica, comica: La jolie gouvernante (rappresentata al Palais-Royal), mentre la sua produzione di brani per arpa è copiosissima.